# Stephan Balmer
Stephan Balmer (4 juni 1976) is een Zwitsers voormalig voetballer die speelde als verdediger.

## Carrière
Balmer maakte zijn profdebuut voor Grasshopper en speelde bij de club tot in 1997, hij vertrok er omdat hij geen basisplaats kon veroveren en zelfs geen vaste invaller was. Hij ging spelen voor FC Winterthur, na één seizoen vertrok hij er alweer en trok naar FC Baden daar bleef hij tot in 2002 voetballen. Hij speelde één seizoen voor FC Thun alvorens te eindigen bij FC Wil 1900 met wie hij de beker van 2004 wint.

## Erelijst
- Grasshopper
  - Landskampioen: 1995, 1996

- FC Wil 1900
  - Zwitserse voetbalbeker: 2004